# Evigt solskin i et pletfrit sind
Evigt solskin i et pletfrit sind (engelsk: Eternal Sunshine of the Spotless Mind) er en amerikansk dramafilm fra 2004 med elementer af science-fiction, komedie og neosurrealisme. Evigt solskin i et pletfrit sind er instrueret af Michel Gondry efter manuskript af Charlie Kaufman. Filmen har Jim Carrey, Kate Winslet, Tom Wilkinson og Kirsten Dunst i hovedrollerne. 
Evigt solskin i et pletfrit sind blev nomineret til to Oscars, for bedste kvindelige hovedrolle (Kate Winslet) og for bedste originale manuskript, for hvilken Charlie Kaufman vandt.

## Medvirkende
- Jim Carrey
- Kate Winslet
- Kirsten Dunst
- Mark Ruffalo
- Elijah Wood
- Tom Wilkinson
- Jane Adams
- David Cross

## Modtagelse
Filmen blev positivt modtaget af kritikerne, på Rotten Tomatoes er konsesus: "A twisty, trippy, yet moving take on love, Kaufman-style", og den holder en friskhedsprocent på 93%.

### Priser og nomineringer
- Oscars
  - Oscar for bedste kvindelige hovedrolle (Kate Winslet), nomineret
  - Oscar for bedste originale manuskript (Charlie Kaufman), vandt